# فردی روچ (بوکسور)
فردی روچ (انگلیسی: Freddie Roach؛ زادهٔ ۵ مارس ۱۹۶۰) بوکسور اهل ایالات متحده آمریکا است.